# Myrmecotypus
Myrmecotypus is een geslacht van spinnen uit de familie loopspinnen (Corinnidae).

## Soorten
- Myrmecotypus fuliginosus O. P.-Cambridge, 1894
- Myrmecotypus iguazu Rubio & Arbino, 2009
- Myrmecotypus lineatipes Chickering, 1937
- Myrmecotypus lineatus (Emerton, 1909)
- Myrmecotypus niger Chickering, 1937
- Myrmecotypus olympus Reiskind, 1969
- Myrmecotypus orpheus Reiskind, 1969
- Myrmecotypus pilosus (O. P.-Cambridge, 1898)
- Myrmecotypus rettenmeyeri Unzicker, 1965